# Autonoma regionen Tibet
Den här artikeln behandlar den autonoma regionen Tibet i Kina. För det historiska landet Tibet, se Tibet.
Den Autonoma regionen Tibet är en autonom region i Folkrepubliken Kina som grundades 1965. Tibets gamla statsledning, ledd av Dalai Lama, befinner sig numera i exil i Dharamsala i norra Indien. Kinas regering bestrider att Tibet var en suverän stat före år 1950.

## Geografi

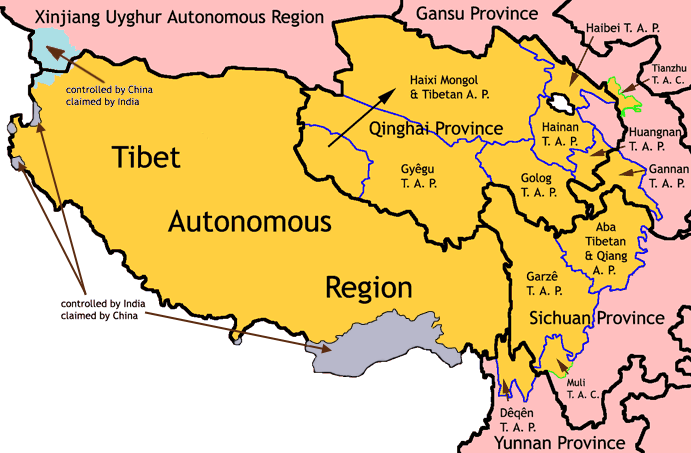
Engelskspråkig karta över tibetanska områden.

Tibet omfattar främst den tibetanska högplatån vilken är världens största och högsta platå med en medelhöjd på cirka 4 000 meter över havet. Det landområde där majoriteten av befolkningen före 1950 var tibetaner är väsentligt större än den autonoma regionen Tibet, kanske så stort som 2,2 miljoner kvadratkilometer. Detta beroende på att kineserna delade upp Tibet i tre administrativa områden efter ockupationen: TAR (Tibets autonoma region), Qinghai och östra Tibet (Kham), som blev en del av Sichuan. Qinghai är före detta norra Tibet, på tibetanska Amdo. Se även Baigong-rören.

## Näringsliv
Tibet är den fattigaste och den minst urbaniserade regionen i Folkrepubliken Kina. Den inhemska ekonomin förlitar sig främst på jordbrukssektorn, den statligt subventionerade sektorn och turismen. Låg befolkningstäthet, stora geografiska avstånd och höga transportkostnader utgör stora hinder för den ekonomiska utvecklingen i regionen och för utvinning av Tibets naturtillgångar.

## Administrativ indelning
Den autonoma regionen Tibet motsvarar i stort sett den gamla tibetanska regionerna Ü-Tsang och Ngari samt delar av Kham. Regionen är numera indelad i fyra städer på prefekturnivå och tre prefekturer (tibetanska: Sa-khul; ས་ཁུལ་):
Två stora områden är omstridda mellan Kina och Indien. I västra Tibet gör Indien anspråk på ett större kinesiskt-kontrollerat område, Aksai Chin, medan Kina gör anspråk på stora delar av den indiska delstaten Arunachal Pradesh. 
| Karta                                 | Karta    | Karta     | Karta        | Karta          | Karta                     | Karta                  | Karta                 | Karta |
| ------------------------------------- | -------- | --------- | ------------ | -------------- | ------------------------- | ---------------------- | --------------------- | ----- |
| Tibet, med omstridda områden i blått. |          |           |              |                |                           |                        |                       |       |
| Nr                                    | Namn     | Kinesiska | Pinyin       | Tibetanska     | Wylie                     | Administrativt centrum | Typ                   |       |
| 1                                     | Ngari    | 阿里地区  | Ālǐ Dìqū     | མངའ་རིས་ས་ཁུལ་   | Mnga'-ris Sa-khul         | Gar                    | Prefektur             |       |
| 2                                     | Nagchu   | 那曲地区  | Nàqū dìqū    | ནག་ཆུ་ས་ཁུལ་     | Nag-chu Sa-khul           | Nagchu                 | Prefektur             |       |
| 3                                     | Chamdo   | 昌都市    | Chāngdū shì  | ཆབ་མདོ་གྲོང་ཁྱེར་   | Chab-mdo Grong-khyer      | Karub                  | Stad på prefekturnivå |       |
| 4                                     | Shigatse | 日喀则市  | Rìkāzé shì   | གཞིས་ཀ་རྩེ་གྲོང་ཁྱེར་ | Gzhis-ka-rtse Grong-khyer | Samdruptse             | Stad på prefekturnivå |       |
| 5                                     | Lhasa    | 拉萨市    | Lāsà shì     | ལྷ་ས་གྲོང་ཁྱེར་     | Lha-sa Grong-khyer        | Chengguan              | Stad på prefekturnivå |       |
| 6                                     | Shannan  | 山南地区  | Shānnán dìqū | ལྷོ་ཁ་ས་ཁུལ་      | Lho-kha Sa-khul           | Nedong                 | Prefektur             |       |
| 7                                     | Nyingtri | 林芝市    | Línzhī shì   | ཉིང་ཁྲི་གྲོང་ཁྱེར་    | Nying-khri Grong-khyer    | Bayi                   | Stad på prefekturnivå |       |

Dessa sju enheter indelas i sin tur i 73 orter på häradsnivå, vilka i sin tur indelas i 140 köpingar, 535 socknar, åtta etniska köpingar och 9 underdistrikt.

## Politik
Enligt Folkrepubliken Kinas konstitution från 1982 är Tibet en autonom region i vilken den tibetanska folkgruppen åtnjuter långtgående autonomi även om konstitutionen utesluter möjligheten till självständighet. I regel hämtas den autonoma regionens överhuvud, "ordföranden", alltid ur den tibetanska folkgruppen, liksom andra viktiga civila ämbeten i regionen. Regionens ordförande är sedan 2021 Yan Jinhai.
I praktiken utövar dock partisekreteraren i den regionala avdelningen av Kinas kommunistiska parti ett stort inflytande över politiken i regionen och denne har med ett undantag varit hankines. Sedan 2021 innehas den posten av Wang Junzheng.
Dessutom utformas Tibetpolitiken centralt i Peking av en samordningsgrupp som lyder under centrala avdelningen för enhetsfronten och som utgörs uteslutande av hankineser. För närvarande består den av Jia Qinglin, Ma Kai, Meng Jianzhu, Du Qinglin, Zhang Qingli, Ye Xiaowen, Xie Xuren och Wu Shuangzhan.

## Religion
Före buddhismens införande dominerade en schamanistisk religion kallad bön. Den tibetanska buddhismen är till övervägande del en exakt kopia av den nordindiska mahayanabuddhismen som infördes i Tibet mellan åren 700 och 1150. Det har även funnits influenser från kinesiska buddhistiska skolor. Den tibetanska buddhismen har ofta missvisande kallats lamaism eftersom ordet Lama hänvisar till det tibetanska ordet för andlig lärare. Dalai Lama är den andlige ledaren för den största av skolorna inom tibetansk buddhism.

## Historia

### Tidig historia
Landet Tibet formades under 600-talet och enades för första gången under kung Songtsen Gampo. Songtsen Gampo gifte sig med två prinsessor, Brikuti från Nepal och Wen Cheng från Kina. De båda prinsessorna var båda buddhister och förde läran med sig till Tibet. 
Tibet har alltid haft komplicerade relationer till omkringliggande länder. Många krig har utkämpats med de olika folken i Kina, Mongoliet, Manchuriet och Turkestan. De många krigen har avlösts av en stor mängd vänskapliga förbindelser och fredsfördrag. Det var bland annat genom ett sådant fördrag som Altan Khan grundade Dalai Lama-traditionen.

### Tibet under kinesiskt styre

#### De första åren

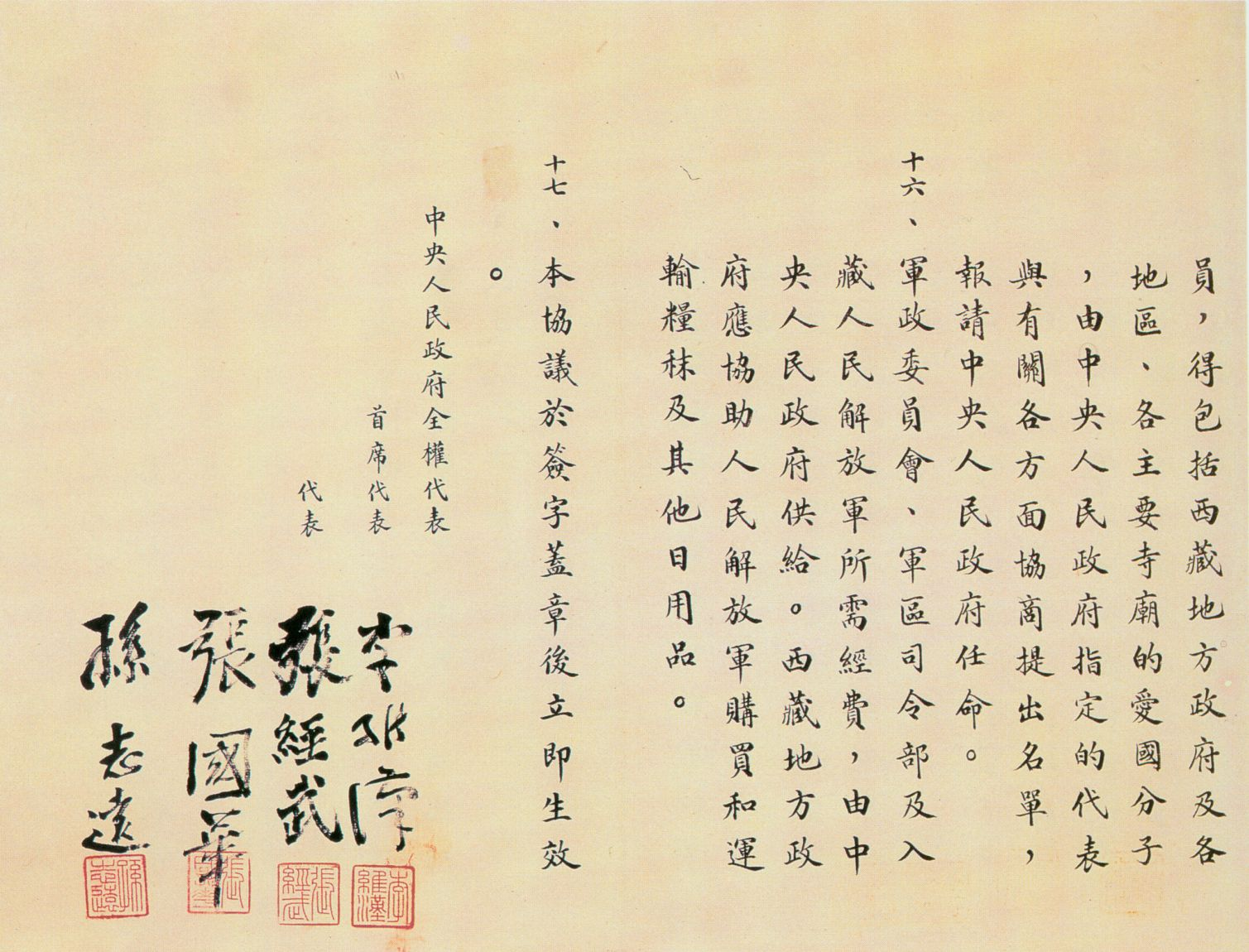
Sjuttonpunktsöverenskommelsen.

Den 7 oktober 1950 omringade trupper ur Folkets befrielsearmé Tibet för att införliva regionen med den nyupprättade Folkrepubliken Kina. Den tibetanska regeringen försökte förgäves vädja till FN om intervention, men då detta misslyckades sände Dalai Lama en delegation till Peking, som leddes av Ngabö Ngawang Jigme och bestod av Dzasak Khemey Sonam Wangdi, Khentrung Thuptan, Tenthar, Khenchung Thuptan Lekmuun Rimshi och Samposey Tenzin Thondup. Den kinesiska delegationen bestod av Li Weihan, Zhang Jingwu, Zhang Guohua och Sun Zhiyuan. Den båda delegationerna undertecknade en överenskommelse på sjutton punkter den 23 maj 1951 gav Tibet långtgående inre autonomi inom Folkrepubliken Kina.
De första åren förflöt ganska väl och Dalai Lama upprätthöll goda förbindelser med Kinas centralregering och Mao Zedong, men 1955-1959 försämrades relationerna avsevärt. Kollektiviseringen av jordbruket i övriga Kina drabbade de tibetanska minoriteterna, och bland dessa främst godsägarna, i Sichuan, Gansu och Qinghai hårt. Det stora språnget försämrade situationen ytterligare och flyktingar från dessa regioner strömmade in i Tibet och destabiliserade regionen. Relationerna mellan den lokala tibetanska regeringen och de kinesiska myndigheterna försämrades därmed avsevärt. Även USA börjar blanda sig i Tibets angelägenher och CIA hjälpte till att utrusta tibetanska upprorsmakare, vilket frös relationerna mellan USA och Kina ytterligare.

#### Upproret 1959
I mars 1959 spreds ett rykte i Lhasa om att kineserna tänkte kidnappa Dalai Lama. Tibetanerna försökte skydda Dalai Lama genom att under flera dagar ockupera Norbulingka, Dalai Lamas sommarpalats, som då låg strax utanför Lhasas centrum. De vilda protester utanför Norbulinka ledde till att samarbetet mellan Dalai Lama och ockupationsmakten rasade helt. Dalai Lama flydde från Lhasa till fots natten 10 mars 1959. Han tog sin tillflykt till Indien och förlade i Dharamsala den centrala tibetanska administrationen och ett exilsamhälle. Enligt den kinesiska regeringen låg missnöje bland de före detta stora jordägarna i Tibet som förlorat jord och makt bakom försöket till uppror 1959. Några dagar efter flykten påbörjas strider mellan kommunisterna och tibetanerna vilket resulterar i att 10 000 – 15 000 tibetaner stupar. Dalai Lama börjar från Indien arbeta för ett självständigt Tibet. Panchen Lama stannade kvar i Kina men fängslades efter att ha skrivit en protestbrev till den kinesiska regeringen. 1965 omskapades Tibet som en autonom region i Folkrepubliken Kina.

#### Kulturrevolutionen
I augusti 1966 bröt kulturrevolutionen ut i det egentliga Kina och Röda garden bildades även i Tibet, där det snart bildades olika lokala fraktioner. "Rebellerna" organiserade sig i en fraktion som kallades "Gyenlog" efter det tibetanska ordet för "revolt" (གྱེན་ལོག་; wylie: gyen-log), medan representanter från den lokala partieliten skapade "Nyamdrel"-fraktionen efter det tibetanska ordet för "allians" (མཉམ་སྦྲེལ་; wylie: mnyam-sbrel). Gyenlog fick stöd av den regionale befälhavaren för den fjärde fältarmén, Zeng Yongya, som hade starka band till Lin Biao, medan Nyamdrel backades upp av Ren Rong som var politisk kommissarie i regionen. Hankineser och tibetaner fanns representerade i båda fraktionerna, men hankineser hade monopol på alla ledande ställningar.
Hårda stridigheter bröt ut mellan de två fraktionerna, som båda gjorde anspråk på att företräda Mao Zedong, och kring 1968 rådde det i praktiken inbördeskrig i Tibet och den regionala partiavdelningen hade upphört att fungera. 1968 utgick Zeng Yongya som tillfällig segrare i maktkampen och utropade sig till ordförande i den revolutionära kommittén i Tibet, som nu ersatt både den civila regeringen och kommunistpartiet. Striderna mellan de två fraktionerna fortsatte dock, vilket bland annat gav upphov till en blodig incident i Nyemo i juni 1969, då anhängare till Gyenlog-fraktionen slaktade verkliga och föregivna anhängare till Nyamdrel under religiösa former. I samband med Lin Biaos försvagade ställning avsattes Zeng av sin rival Ren Rong, som nu blev utnämnd både till partisekreterare i det återupprättade regionala kommunistpartiet och till ordförande i den autonoma regionen. Ren lyckades behålla sin ställning även efter Maos död 1976, vilket bidrog till att fördröja reformpolitikens införande i Tibet med flera år.
Under hela kulturrevolutionen utsattes den tibetanska kulturen utsattes också för svår förstörelse och under åren 1966-1976 skall mer än 6 000 kloster ha förstörts i Tibet. Ett stort antal sekulära och religiösa ledare utsattes för thamzing (འཐབ་འཛིང་; wylie: ʼthab-ʼdzing), ett slags politiska kampsessioner som ibland urartade i våldsamheter. En annan konsekvens av kulturrevolutionen i Tibet är att en grupp politisk radikala etniskt tibetanska partikadrer, som Ragdi och Pasang, lyckades skapa sig en relativ maktställning under kulturrevolution. Till skillnad från många andra grupper som tjänade på kulturrevolutionen lyckades dessa kadrer behålla sin ställning i partiapparaten efter de Fyras gängs fall och de framträdde sedan som en viktig opposition mot reformpolitiken

#### Tibet under reformåren
1976 avled Mao Zedong och det förtrycket av den tibetanska kulturen lindras. På 1980-talet Den nye ledaren Hu Yaobang lovade att samtliga lamor i exil skulle kunna återvända till Tibet, varpå Dalai Lama sände en utvärderingsgrupp till Tibet, som mottogs entusiastiskt av lokalbefolkningen. Panchen Lama släpptes ut från fängelset och 1980 fick Tibet ökad religionsfrihet. I maj 1984 skedde dock en kursändring och partisekreteraren Yin Fatang förklarade att Dalai Lamas eventuella återkomst inte var önskvärd så länge som denne inte "medgav sina misstag".
Åren 1984-85 ökade den hankinesiska invandringen till Tibet markant sedan den kinesiska regeringen slagit in på den "öppna dörrens" politik. Den 27 september 1987 gick munkar och nunnor ut i öppen protest mot regeringen i Peking och flera öppna protester följde de närmaste åren, vilket åter väckte omvärldens intresse för regionen. Upploppen ledde till att den dåvarande partisekreteraren Wu Jinghua avskedades och ersattes med den mer hårdföre Hu Jintao, som införde undantagstillstånd under oroligheterna 1989.
1989 fick också Dalai Lama Nobels fredspris för sin förespråkande av en icke-våldslösning på Tibet-konflikten, men de tibetansk-kinesiska lider ett hårt bakslag då den tionde Panchen Lama avlider samma år.
1995 erkände Dalai Lama en 6-årig pojke som den nye Panchen Lama kort efter fängslas pojken och hans familj på okänd ort. Samtidigt utsåg den kinesiska regeringen en annan pojke som Panchen Lama
2006 öppnades Qingzang-järnvägen mellan Golmud och Lhasa, vilket skapade bättre kommunikationer mellan Tibet och det egentliga Kina. 2007 fick Dalai Lama USA:s högsta utmärkelse, vilket Kinas regering protesterade emot.
En till synes spontan kampanj mot centralregeringen inkluderande uppvigling och kravaller dras i gång av okända element i mars 2008. Våldsamheterna resulterar i flera oskyldiga skadade, och vandalisering mot lokal kommers, ambulanser, brandbilar och skolor. Kinesiska polisiära insatser har i bemötandet av upploppen gått lugnt fram då de kinesiska ledarna "betonat behovet av att lyssna på klagomål, medla i tvistemål, undvika totalkonfrontation och undvika behovet av att sätta in militär, men när trupp inkallas tenderar de hellre att arrestera än att skjuta ner demonstranter". Kinas representanter anser att det rör sig om upplopp organiserade av Dalai Lama och hans "klick". Se vidare Oroligheterna i Tibet 2008.
Vid en presskonferens i Japan i april 2008 sade Dalai Lama att Kina "förtjänar verkligen" att hålla OS. Kinas president Hu Jintao hävdade att Kina var redo att tala med Dalai lama förutsatt att denne avstod från att försöka splittra fäderneslandet, uppvigla till våld och sabotera Pekings olympiska spel.

#### Utvärdering av det kinesiska styret
Det kinesiska maktövertagande av Tibet påstås ha kostat hundratusentals tibetaners liv. Antalet offer i Tibet är svåra att skatta. Den tibetanska exilregeringen uppgav 1984 1 200 000 döda, det vill säga 25 procent av landets befolkning, vilket kan vara överskattat. Å andra sidan visar de officiella folkräkningarna från 1953 och 1964 att folkmängden minskade från 2,8 till 2,4 miljoner, korrigerat för dem som gick i exil, föddes och dog naturligt. Detta ger en svårtolkad ”överdödlighet” på 800 000. Bevisvärdet i denna siffra är dock låg eftersom åtminstone folkräkningen 1953 torde ha skett under mycket osäkra förhållanden. Enligt statistik för senare perioder skall tibetaner ha haft en snabbare folkökning än hankineser (tibetanerna omfattas inte av den kinesiska "ettbarnspolitiken") och medellivslängden har fördubblats till 65 år under det kinesiska styret. Sambandet mellan det kinesiska styret och medellivslängden är dock oklart, då andra länder i regionen som Bhutan och Nepal har upplevt liknande ökningar i medellivslängd under efterkrigstiden. Läskunnigheten hos det tibetanska folket skall enligt officiella uppgifter ökat under det kinesiska styret (56%, 1999), men Tibet släpar fortfarande långt efter övriga delar av Kina i läskunnighet, vilket delvis kan förklaras av att den kinesiska regeringen prioriterar det kinesiska språket före det tibetanska.
Tibetfrågan och stödet till exilregeringen och tibetanska befrielseorganisationer sågs av CIA att ingå i den antikommunistiska verksamheten På grund av Tibets geografiska isolering och att Tibet-frågan blev en del av det kalla kriget så finns det på väldigt många områden många helt motstridiga uppgifter om vad som egentligen hände i Tibet under 1950-talet. Troligen sände CIA fram till Nixons besök i Kina o början av 1970-talet systematiskt in agenter med uppdrag att stödja ett tibetanskt motstånd mot kommunismen.  
Dalai Lama själv ställer sig numera utanför den politiska skalan: ”I'm not anti-communist or anti-Chinese, I want to develop peaceful relations with the Chinese. We should get over the unpleasant past.”, men har lovat på den tibetanska exilregeringens sida att aldrig återfödas på ett territorium kontrollerat av Folkrepubliken Kina.
Den kinesiska regeringens kontroll över regionen ses av tibetanerna som sammanvävd med kränkningarna av de mänskliga och demokratiska rättigheterna och uppmärksammades internationellt. Rasistisk diskriminering av tibetaner avhandlades vid FN:s Världskonferensen mot rasism 2001 . Amnesty International har kontinuerlig bevakning av situationen i landet. Till exempel i årsrapporten från 2005 redovisar organisationen att i den autonoma regionen Tibet under Kinas styre har fängslats över 100 personer som Amnesty kvalificerat som samvetsfångar . Likaså Human Rights Watch regelbundet följer upp och rapporterar om situationen i Tibet med övergreppen mot den tibetanska befolkningen . Årsrapporten från 2006 tar upp situationen i Tibet.

## Tibet i populärkulturen
Det har kommit en rad böcker och filmer om Tibet. 
- Tintin i Tibet
- Sju år i Tibet
- Kundun
- Samsara (2001)
- Fotboll för Buddha
- Gyllende Buddha (Clive Cussler, 2003)